# Charlotta Małgorzata de Montmorency
Charlotta Małgorzata de Montmorency (ur. 11 maja 1594, zm. 2 grudnia 1650) – francuska szlachcianka, dziedziczka jednej z najbogatszych francuskich rodzin książęcych i żona Henryka, księcia Condé. Ostatnia miłość króla Francji i Nawarry Henryka IV, oraz niemal jego kochanka - uciekła wraz z mężem wkrótce po ślubie i wróciła dopiero po śmierci króla.

## Życiorys
Charlotta Małgorzata była córką Henryka de Montmorency i jego drugiej żony Ludwiki de Budos. Mając pięć lat dziewczynka straciła matkę i przeszła pod opiekę swojej ciotki Charlotty, wdowy po Karolu, księciu d'Angoulême.
W 1609 roku kiedy na dworze odbywały się próby do spektaklu baletowego organizowanego przez królową, spacerujący po Luwrze król Henryk IV natknął się na ćwiczące niedawno sprowadzone damy dworu królowej Marii, wówczas miał się zakochać w niespełna piętnastoletniej Charlotcie Małgorzacie. Król postanowił uczynić z niej swoją kochankę, co w jej przypadku było trudne - po pierwsze król był starszy od niej o trzydzieści siedem lat, a młoda dama dworu była przedstawicielką jednej z najpotężniejszych i najbogatszych rodzin królestwa, więc monarcha postanowił wydać dziewczynę za swojego dwudziestojednoletniego kuzyna Henryka, księcia Condé, który na dworze powszechnie uważany był za homoseksualistę i nie wykazywał większego zainteresowania kobietami. Ślub odbył się jeszcze w tym samym roku na koszt króla. Kiedy jednak książę dowiedział się o zamiarach kuzyna, uciekł razem z nowo poślubioną żoną do należących do króla Hiszpanii Niderlandów, gdzie przebywali aż do śmierci króla w roku następnym.
Wspólnie z wieloma innymi francuskimi arystokratami Kondeusz wystąpił przeciwko rządom Marszałka d'Ancre, faworyta królowej Marii Medycejskiej, która była regentką na czas małoletności swojego syna Ludwika XIII. Książę został aresztowany w swoim pałacu, a Charlotta Małgorzata poprosiła królową by mogła zamieszkać w jego celi. W zamku Vincennes pod koniec sierpnia 1619 roku na świat przyszło pierwsze dziecko książęcej pary, córka Anna Ginewra.
W 1632 roku brat Charlotty Małgorzaty i ostatni męski przedstawiciel rodu Montmorency, Henryk został ścięty za spiskowanie przeciwko kardynałowi Richelieu, a jego tytuły przeszły na siostrę, która w trzy lata później, wraz z mężem wyszła z więzienia i wróciła na dwór.
Charlotta Małgorzata zmarła w cztery lata po śmierci męża, wyczerpana trawiącą ją chorobą i hulaszczym życiem córki. Została pochowana w konwencie karmelitanek pod wezwaniem św Jakuba w Paryżu.

## Potomstwo
Ze związku małżeńskiego Henrykiem Burbonem, księciem Condé (1588–1646) miała troje dzieci:
- Annę Ginewrę Burbon (1619–1679), żonę Henryka Orleańskiego, księcia de Longueville,
- Ludwika Burbona znanego również jako Wieki Kondeusz (1621–1686), księcia Condé,
- Armanda Burbona (1629–1666), księcia Conti.